# Буздиган

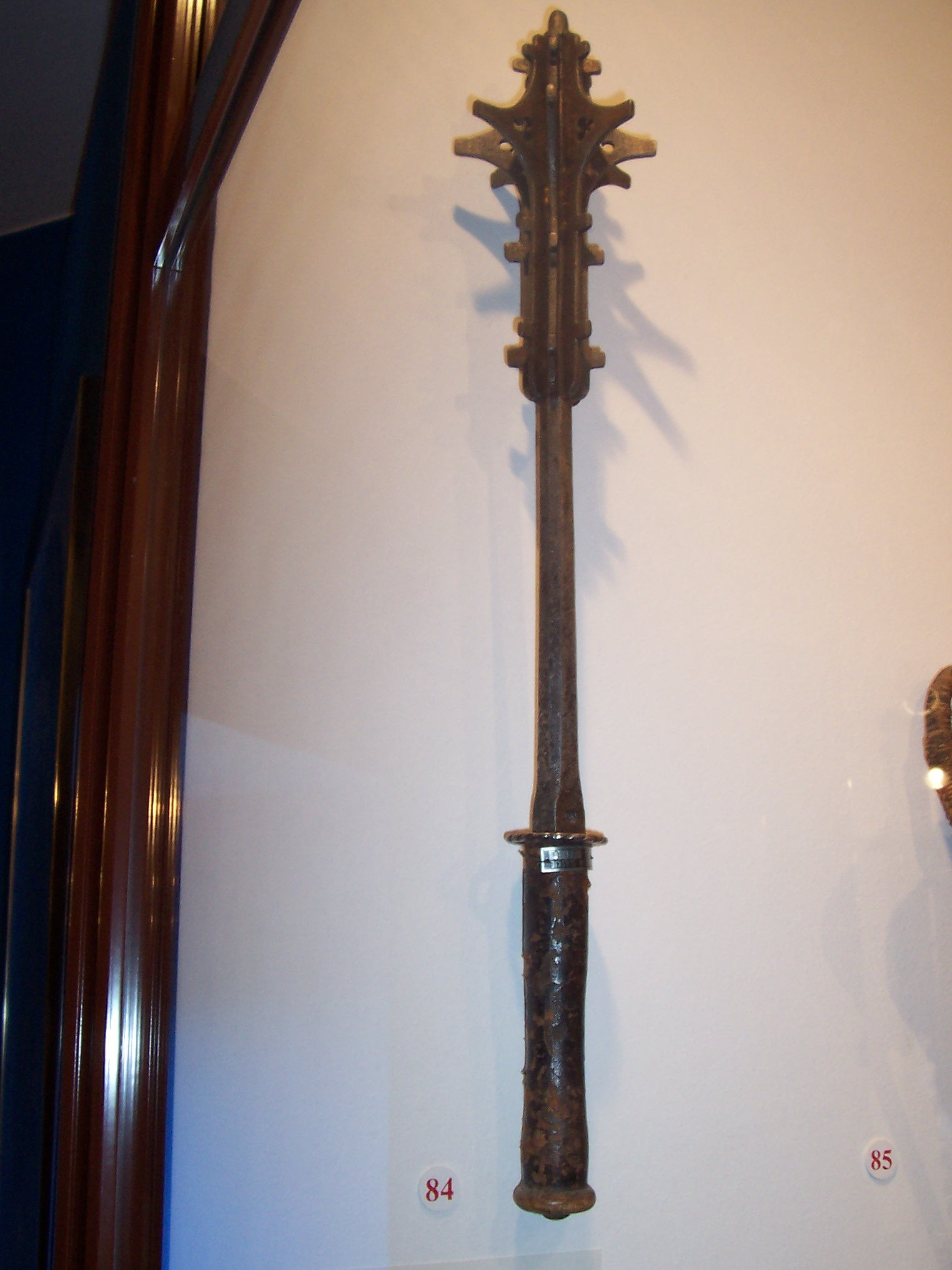
Буздиган

Буздига́н, або буздуга́н (від каз. бұздыған),— різновид булави, головка якої всіяна шипами (аналог — моргенштерн); частіше має кілька приварених пластин (аналог шестопер, пірнач). Слово, ймовірно було запозичено населенням, що проживає на північ, північний захід від кордонів Османської імперії, після чого проникло до деяких слов'янських мов, зокрема, в російську.
У російській мові, згідно з словником Даля, буздиган — це палиця або тростина, з комелем або набалдашником, часто окута металом. У районі Придністров'я, етнографічно близьким до української Буковини та Карпатського регіону, буздиганом називали дерев'яні палиці: молдавські гайдуки влаштовували поєдинки на буздуганах, майстерне володіння якими часто вирішувало питання — прийняти чи не прийняти молодика в гайдуки.